# Cristina Brondo
Pour les articles homonymes, voir Muñoz.
Cristina Brondo Muñoz est une actrice de théâtre et de cinéma espagnole, née le 16 janvier 1977 à Barcelone.

## Biographie
Elle apparaît dans des publicités dès l'âge de 14 ans avant de jouer, deux ans plus tard, dans la série télévisée Poble Nou sur TV3, où son rôle de Claudia lui confère une grande popularité. Elle prend parallèlement des cours de théâtre à l'école Nancy Tuñón.
Elle fait ses débuts au cinéma avec La camisa de la serpiente de Antonio Pérez Canet en 1996, puis a participé en 1998 au film El faro de Manuel Balaguer.
Elle a joué le rôle de la colocataire espagnole dans L'Auberge espagnole (2002) de Cédric Klapisch et sa suite Les poupées russes (2005).
En 2013, alors qu'elle interprète la reine Sophie dans une mini-série, elle se prononce en faveur de la tenue d'un référendum pour abolir la monarchie espagnole.

## Filmographie

### Cinéma
- 1996 : La camisa de la serpiente : Tere
- 1998 : Saïd : Fátima
- 1998 : El far : Maria
- 1998 : Quince : Míriam
- 1998 : El viatger (court métrage)  : Timor
- 1999 : L'Accident (court métrage) : Noa
- 1999 : Entre les jambes Luisa
- 1999 : Crimen pluscuamperfecto (court métrage)  : Ana
- 2000 : Aunque tú no lo sepas : Lucía
- 2000 : Ha llegado el momento de contarte mi secreto (court métrage) : Alicia
- 2001 : La biblia negra : Julia
- 2001 : No te fallaré : María
- 2001 : Todo me pasa a mí : Aina
- 2002 : L'Auberge espagnole : Soledad
- 2002 : Lola, vende ca : Lola
- 2003 : Diario de una becaria : María
- 2003 : Ronda de nit  (court métrage) : Teresa
- 2004 : Hipnos : Beatriz
- 2005 : Como mariposas en la luz : Laia
- 2005 : Mola ser malo  (court métrage) : Camarera
- 2005 : Les poupées russes : Soledad
- 2007 : ¿Y tú quién eres? : Ana
- 2007 : Body Armour : Catherine Maxwell
- 2008 : Babies for Gina  (court métrage) : Ella
- 2010 : 18 comidas : Nuria
- 2011 : Penumbra : Marga

### Télévision
- 1994 : Poble Nou : Clàudia Sánchez
- 1995 : Estació d'enllaç : Laura
- 1995 : Rosa : Clàudia Sánchez
- 1995 : Laia, el regal d'aniversari : Laia
- 1996 : Isabel : Isabel
- 1998 : Ni contigo ni sin ti : Lara
- 1999 : Quai numéro un : Nuria
- 1999 : El secreto de la porcelana : Elena
- 1999-2000 : El comisario : Lucía
- 2001 : Abogados : María
- 2002 : Viva S Club : Isabella
- 2002 : Psico express : Mayka
- 2002 : Night club
- 2003 : Sincopat : Bianca
- 2003 : 16 dobles : Lídia Bofill
- 2005 : Maneras de sobrevivir : Cris
- 2005 : Aimez-vous Hitchcock ? : Arianna
- 2006 : Divinos : María
- 2007 : Vida de familia : Vanesa
- 2007-2009 : Herederos : Cecilia Paniagua
- 2010 : Vuelo IL8714
- 2010 : La isla de los nominados : Daniela

## Théâtre
- 2666, mise en scène Alex Rigole
- Celebració, mise en scène Joseph Galindo
- Después del ensayo, mise en scène Jordi Mesalles
- Bunyols de quaresma, mise en scène J. Anton Sánchez
- Degeneració en generacio, mise en scène Frank Capdet